# Élie Ier de Jérusalem
Élie Ier de Jérusalem est un patriarche de Jérusalem de 494 à sa déposition par l'empereur byzantin Anastase Ier en 516 pour sa position en faveur des décrets du concile de Chalcédoine. Il est révéré comme saint par les orthodoxes et les catholiques.

## Liens
- Notice dans un dictionnaire ou une encyclopédie généraliste :   - Deutsche Biographie
- Notices d'autorité :   - VIAF
  - GND